# Historia Poznania 1320–1500

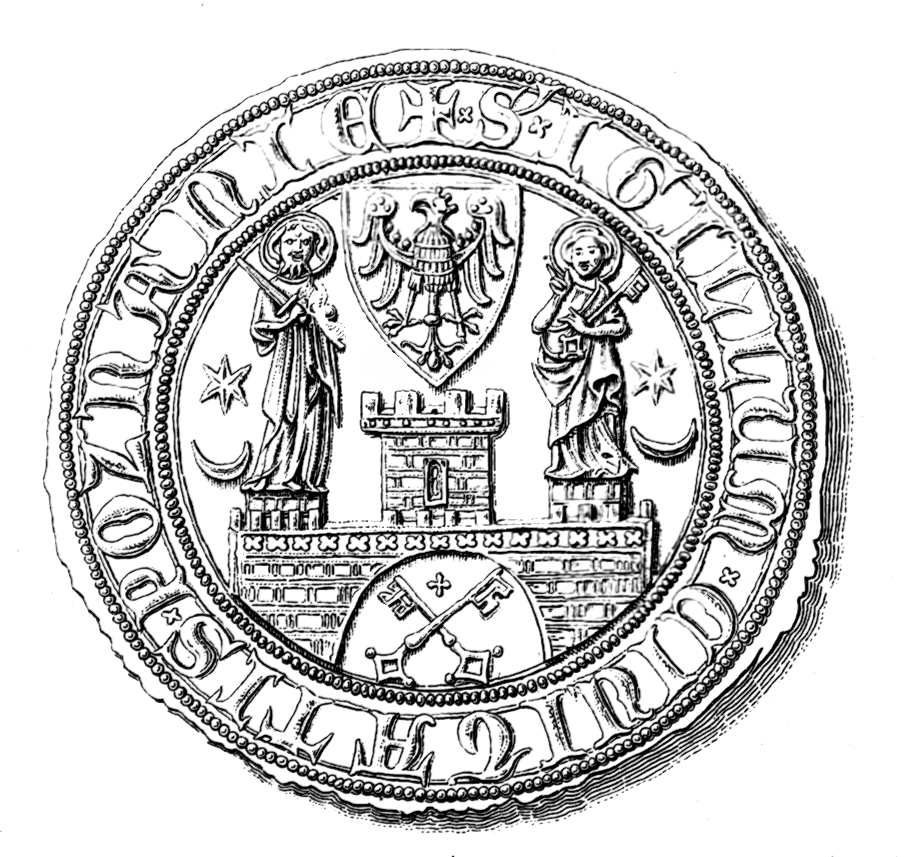
Pieczęć miejska Poznania z XIV wieku

Początek panowania Łokietka jako króla Polski nie był okresem pomyślnym dla Poznania. Miasto zostało zdegradowane z ośrodka pretendującego do miana stolicy kraju do siedziby władz wojewódzkich. Ograniczyło to w dużym stopniu aparat urzędniczy, który dotychczas stanowił podstawę rozwoju. Wówczas dominującym ekonomicznie ośrodkiem w Wielkopolsce był Kalisz, który leżał na szlaku ze Śląska przez Toruń do Gdańska. Wiadomo jednak, że ukończono budowę fortyfikacji, dzięki którym miasto przetrwało oblężenie wojsk Jana Luksemburczyka w 1331 roku. Dopiero wstąpienie na tron Jagiełły zapoczątkowało okres świetności. Wzrosło wówczas znaczenie szlaku handlowego z Rusi i Litwy biegnącego przez Mazowsze i Poznań na zachód Europy. Jagiełło przerwał również okres, w którym miastu nie nadawano kolejnych przywilejów. W 1368 zezwolił na budowę murowanych sukiennic i kramów, w 1388 potwierdził nadanie Jeżyc i Winiar, zaś rok później (1389) potwierdził wszystkie poprzednie przywileje. Bardzo ważnym przywilejem było prawo składu z 1394. W 1409 zwolnił poznaniaków od podwodów na terenie całego kraju, a w 1410 zezwolił miastu na bicie własnej monety. Ostatnim przywilejem nadanym przez Jagiełłę w 1422 było zwolnienie poznańskich kupców z opłat targowych w całym państwie. Również następca Jagiełły, Władysław III Warneńczyk, nie skąpił przywilejów, z których najważniejszym było prawo używania czerwonego królewskiego wosku przez Poznań. Rolę miasta jako ośrodka ponadregionalnego podkreślały częste wizyty Kazimierza IV Jagiellończyka i rok spędzony na poznańskim zamku przez Jana I Olbrachta.
29 maja 1493 wielki mistrz Johann von Tieffen złożył tu hołd lenny królowi Janowi I Olbrachtowi.
U schyłku XIV i w XV wieku Poznań stał wśród takich ośrodków jak Toruń i Lwów, które ustępowały jedynie Gdańskowi i Krakowowi czy pobliskiemu, ale ciążącemu już zdecydowanie ku Czechom Wrocławiowi. Poznań szybkością rozwoju ustępował jedynie Lublinowi. O szczególnej pozycji miasta najlepiej świadczy fakt, że jedynie Kraków i Poznań były miastami-sygnatariuszami wszystkich pokojów z Krzyżakami, począwszy od 1335 po 1466. Wzmacniają się rzemiosła. W połowie XV w. Poznań posiada 20 cechów.
Lokacja miasta rozpoczęła proces scalania konurbacji w jeden organizm. W skład Poznania wchodziło wówczas lewobrzeżne miasto z 17 nadanymi mu wsiami, których odległość od rynku nie przekraczała 8 km. Tworzyły one z miastem jeden organizm podległy staroście. Ponadto w bezpośrednim sąsiedztwie murów miejskich powstały osady służebne: Garbary (garbarze), Czapniki (producenci czapek, Stelmachy (producenci wozów) czy Rybaki (rybacy), oraz osady związane z instytucjami o charakterze charytatywnym, którymi zazwyczaj były prowadzone przez Kościół szpitale. Stopniowo miejscowości te łączyły się w zwarte przedmieścia. I tak na południowy wschód od murów, w zakolu zachodniego ramienia Warty i Strugi Karmelitańskiej, powstały Piaski, obejmujące dawne Rybaki i Czapniki, a także Gąskę (osada o identycznej nazwie leżała przy Bramie Wronieckiej). W Piaskach powstały w krótkim czasie po sobie cmentarz miejski, kościół pw. Wszystkich Świętych (znajdował się on w sąsiedztwie dzisiejszej świątyni pod tym wezwaniem) wraz z hospicjum dla podróżnych oraz klasztor i kościół bernardynów, zaś na południowym obrzeżu osady powstał klasztor karmelitów trzewiczkowych.
Zachodni brzeg strugi karmelitańskiej zajmowały osiedla położone wzdłuż drogi biegnącej od Bramy Wrocławskiej na południe. Licząc od murów miejskich były to: Stelmachy i Półwieś. Na zachód od tej ostatniej leżały Nowe Ogrody będące własnością mieszczan, a na południowy zachód stara osada wokół kościoła św. Marcina. Z tej osady odchodziła na zachód droga ku Bukowi, przy której leżała osada Glinki sąsiadująca z miejską cegielnią oraz wapiennik i leżący bardziej na północ Kundorf. Na południu zaś, przy drodze na Wrocław leżała wieś Wierzbięcice przemianowana później na Wildę.
Przy północnej części murów miejskich, u wylotu Bramy Wronieckiej, znajdowała się kolejna osada o nazwie Gąska, która otaczała najstarszy miejski szpital św. Ducha ufundowany jeszcze w momencie lokacji przez biskupa Boguchwała II. Na północ od niej leżała należąca do kapituły poznańskiej osada wokół kościoła św. Wojciecha. Wszystkie te miejscowości z czasem zlały się w tzw. Przedmieście Wronieckie. Całość lewobrzeżnej konurbacji dopełniał wieniec wsi należących do miasta, a mających przeważnie formę ulicówek. 
Poznań prawobrzeżny należał zasadniczo do Kościoła. Największe znaczenie miały Ostrów Tumski, którego książę zrzekł się prawdopodobnie jeszcze w XIII wieku oraz Śródka, którą Przemysł II nadał biskupstwu zastrzegając zakaz organizowania w niej targów i jarmarków oraz handlu suknem, co miało chronić kupców z książęcego miasta na lewym brzegu Warty. Na zachód od Ostrowa Tumskiego znajdowała się wyspa, przez którą wiódł stały most przez rzekę, na której znajdowała się osada zwana Groblą Kapitularną (później Chwaliszewem) z należącym do kapituły laskiem – Czartorią. Na wschodzie leżała osada przy należącym do joannitów kościele św. Jana oraz łącząca się z nią biskupia wieś – Główna. 
Ostrów Tumski uzyskał prawa miejskie już w XIV wieku (dokument z 1335 nazywa jego mieszkańców cives de Insula), a w 1425 biskup Andrzej Łaskarz uzyskał od Jagiełły potwierdzenie praw miejskich dla Śródki z prawem organizowania targów i jarmarków (prawdopodobnie interwencja władz lewobrzeżnego Poznania sprawiła, że utrzymano zakaz handlu suknem farbowanym). W 1444 wyruszając pod Warnę Władysław III nadał prawa miejskie Chwaliszewu, co uczyniło z liczącej około 100 mieszkańców osady najmniejsze miasto w Polsce, a także odnowił prawa miejskie Ostrowa Tumskiego. W 1475 Kazimierz IV Jagiellończyk nadał miastom i osadom biskupim prawo handlu solą. W tym samym okresie szybko rozwijające się Chwaliszewo objęło tereny od Ostrowa Tumskiego po zabudowaną już wówczas Czartorię. Jedyną osadą bezpośrednio związaną z miastem lewobrzeżnym (poza leżącymi w większej odległości pięcioma wsiami nadanymi jeszcze w 1253) położonym na wschód od głównego nurtu Warty była znajdująca się naprzeciw Bramy Wodnej osada Nowa Grobla.
Ostatecznie w XV wieku ustalił się podział na samorządowy Poznań i leżące na prawym brzegu osady kościelne. Ta dwuwładza na terenie konurbacji, stanowiącej z punktu widzenia ekonomicznego jeden organizm, doprowadzała do częstych konfliktów między mieszkańcami poszczególnych osad. W wiekach późniejszych były one pogłębiane ze względu na powstawanie na terenach nadanych niegdyś miastu własności szlacheckich, które wyłączano spod władzy miasta, tworząc tzw. jurydyki, na co nakładał się ogólnokrajowy konflikt między szlachtą a mieszczaństwem. 
Miasto wewnątrz murów było wówczas gęsto zabudowane, z przewagą konstrukcji drewnianych. Jedynie górujące budynki służące społeczności, takie jak ratusz czy fara, były murowane. Tendencję do zmiany zabudowy drewnianej na ceglaną wywołały najprawdopodobniej dwa czynniki: chęć do podwyższenia zabudowy, oraz liczne pożary (większe miały miejsce w 1386, 1447, 1450 (niepotwierdzony), 1459 i 1464). W latach 1431–1433 (lub 1443) wzmocniono również fortyfikacje. Powstała wówczas druga linia murów, a stare fortyfikacje wzmocniono 35 basztami i wysoką, obserwacyjną wieżą zwaną Zegarową (od umieszczonego na niej chronometru), Biała lub Czerwoną. Inną zmorą ówczesnego miasta były liczne epidemie, które w Poznaniu miały miejsce dość często (np. w drugiej połowie XV wieku były to lata 1451, 1452, 1464, 1467, 1468, 1480–1483, 1495 i 1496), co w dość znaczny sposób obniżało przyrost ludności.
Początek rozwoju poznańskiej gminy żydowskiej to połowa XIII wieku. Pierwsza wzmianka źródłowa o Żydach pochodzi jednak dopiero z 1367, istniała tu już wówczas pierwsza synagoga, w obrębie murów miejskich. Żydzi wielkopolscy jako pierwsi na ziemiach polskich cieszyli się uprzywilejowaną pozycją wyrażoną w statucie kaliskim księcia kaliskiego Bolesława Pobożnego z 1264. Dzielnica żydowska wyrosła w północno-wschodniej części średniowiecznego Poznania - główne jej ulice to Żydowska (przed XV w. Tkacka), Szewska i Wroniecka. Był to kwartał o bardzo zwartej zabudowie - wysokość kamienic żydowskich dochodziła do 6 pięter.
W czasie wojny trzynastoletniej Poznań wystawił w 1458 roku 60 pieszych na odsiecz oblężonej polskiej załogi Zamku w Malborku.